# Pride (álbum de White Lion)
Pride é o segundo álbum dos White Lion, lançado a 21 de Junho de 1987 pela editora Atlantic Records.
Dele saíram singles que atingiram 
O álbum, editado em vinil, atingiu o posto número 11 do The Billboard 200 e conseguiu manter-se neste top durante 1 ano. Só nos Estados Unidos vendeu 2 milhões de exemplares.

## Faixas
1. Hungry (Bratta, Tramp) 3:55
2. Lonely Nights (Bratta, Tramp) 4:11
3. Don't Give Up (Bratta, Tramp) 3:15
4. Sweet Little Loving 4:02
5. Lady of the Valley (Bratta, Tramp) 6:35
6. Wait (Bratta, Tramp) 4:00
7. All You Need Is Rock N Roll (Bratta, Tramp) 5:14
8. Tell Me (Bratta, Tramp) 4:28
9. All Join Our Hands (Bratta, Tramp) 4:11
10. When the Children Cry (Bratta, Tramp) 4:18

## Integrantes
- Mike Tramp - vocalista
- Vito Bratta - guitarrista
- James Lomenzo - baixista
- Greg D'Angelo - baterista